# Flower Mound
Flower Mound är en kommun (town) i Denton County och Tarrant County i Texas, och en välbärgad förort till Fort Worth och Dallas. Vid 2010 års folkräkning hade Flower Mound 64 669 invånare.

## Kända personer från Flower Mound
- Chris Brown, ishockeyspelare